# Nemhez kötött öröklődés
Egy gén nemhez kötötten öröklődik, ha nemi kromoszómán (gonoszómán) helyezkedik el. Ennek a hatásai különböznek aszerint, hogy a vizsgált fajnak XY, X0 vagy ZW kromoszómái vannak-e. Mivel a haplodiploid nemmeghatározás szerint nincsenek nemi kromoszómák, azért ezekben a fajokban nincs nemhez kötött öröklődés; a hímekben azonban minden gén hemizigóta, így kifejti hatását. Ez lehetővé teszi, hogy egyes atkák a beltenyészet káros hatásait kiszelektálva akár testvéreikkel is kis kockázattal pározzanak.
A nemmeghatározó rendszer szerint:
- az XY rendszert használó fajokban a nőstényeknek két X-kromoszómájuk, a hímeknek XY-kromoszómái vannak
- az X0 rendszert használó fajokban a nőstényeknek két, a hímeknek egy X-kromoszómájuk van
- a ZW rendszert használó fajokban a nőstényeknek ZW, a hímeknek ZZ kromoszómáik vannak.

Az a nem, aminek két azonos nemi kromoszómája van, a homogamétás nem, a másik a heterogamétás nem. A továbbiakban XY nemmeghatározást teszünk fel, így a nőstényt homogamétásnak, a hímet heterogamétásnak tekintjük. Ez többek között az emlősökre teljesül. A ZW rendszerben hasonló öröklésmeneteket találhatunk, de ott a nemek szerepét fel kell cserélni.

## Az Y-kromoszóma génjei
Az Y-kromoszóma génjei apáról fiúra öröklődnek, nőnek nem adhatók át. Mivel Y-kromoszómából általában egy van, azért a rajta levő gének általában hemizigóták, csak egy allél van jelen. Erre példa a szőrös fül, és az ujjak közötti bőrredő. Az allélok viszonya nehezen vizsgálható, de nem lehetetlen; bizonyos rendellenességek kellenek hozzá (lásd XYY férfi). Az apró Y-kromoszóma nem hordozhat betegségeket, hiszen a nőkből teljesen hiányzik. A legtöbb rajta levő gén a férfi nemi szervek és jellegek kialakítását végzi. Mutációjuk meddőséget okozhat.
Hasonlóan működik a W kromoszóma. Például a kakukk tojásszíne a W kromoszómán öröklődik, ezért ez az információ nem kerül át a hímekbe; a tojók anyjuk tojásszínét öröklik. A hímek bármilyen tojásszínű nősténnyel párosodhatnak, az utódoknak nem származik hátrányuk ebből.

## Az X-kromoszóma génjei
X-kromoszómából általában egy vagy kettő van. Ha egy embernek kettő van, akkor az általában nő, míg ha egy, akkor az általában férfi. A férfiakban az Y-kromoszóma mellett az X-kromoszóma génjei is hemizigóták, így ki is fejeződnek. A nők testi sejtjeiben az egyik X-kromoszóma véletlenszerűen inaktiválódik, ez az öröklésmenetekre is kihat. A kloákások és az erszényesek nőstényeiben mindig az apai eredetű X-kromoszóma inaktiválódik, ezért az adott nőstényben a rajta található allélok úgy viselkednek, mintha recesszívek lennének.
Az X-kromoszómához kötött domináns-recesszív öröklésmenet hasonló az autoszomális domináns-recesszív öröklésmenethez, azonban itt a nemeknek is szerepük van. Ismert recesszív példák a vörös-zöld színtévesztés (protoanópia, deuteroanópia), és a hemofília (hemofília A, hemofília B). A domináns példák kevésbé ismertek. Ilyen jelleg a szinesztézia leggyakoribb génje, és a betegségek közül a D-vitamin rezisztens angolkór és az Alport-szindróma.
A pézsmarécénél az egyik színt meghatározó gén a Z kromoszómán öröklődik. A domináns allél fekete, a recesszív barna. Így a tojók nem hordozhatják a barna színt. 

### A domináns allél öröklődésének jellegzetességei
- Az érintett személynek legalább egyik szülője érintett.
- Az érintett szülőnek 50% az esélye, hogy továbbörökítse a vizsgált jelleget. Ha nő, akkor nemtől függetlenül örökít. Ha férfi, akkor a lányainak adja át.
- A nem érintett egyének nem adhatják át a vizsgált allélt.
- A nők nagyobb mértékben érintettek. Kiszámítható, hogy az érintett nők és férfiak aránya a gyakoriságtól függ, de legfeljebb 2:1 körül alakul. Az elméleti eredményt a nemek különböző arányú halálozása, vagy a nem 100%-os génkifejeződés módosíthatja.
- Minden generáció érintett.

De a heterozigóta egyedek nem feltétlenül ugyanannyira érintettek. Ez függ a gén penetranciájától, azaz attól, hogy a gén milyen mértékben jelenik meg az egyes generációkban; illetve függ a gén kifejeződésének fokától is. Ez átmenetet jelent a köztes öröklésmenethez.

### A recesszív allél öröklődésének jellegzetességei

A hordozó nő 50%-os valószínűséggel adja át a jelleget hordozó X-kromoszómáját a gyermekének.

- Az érintett személyek szülei nem feltétlenül érintettek.
- Az érintett egyén biztosan továbbörökíti a jelleget. Ha férfi, akkor lányai hordozók, vagy érintettek lesznek, anyjuktól függően. Ha nő, akkor fiai érintettek lesznek, lányai hordozók vagy érintettek, apjuktól függően.
- A férfiak nagyobb mértékben érintettek. Az arány az adott allél gyakoriságával egyezik meg.
- A jelleg generációkat ugrik át, néha sok nemzedék után jelenik csak meg újra.

### Kodominancia
Kodominancia esetén mindkét allél megnyilvánul a heterozigótákban. Mivel azonban általában csak nőknek van két X-kromoszómájuk, ezért ha egy férfin jelenik meg a heterozigóta fenotípus, akkor többnyire terméketlen (lásd Klinefelter-szindróma).
Például macskákban az X-kromoszóma örökíti a bunda színét meghatározó vörös-fekete gént. A két szín kodomináns, együtt a teknőctarka színt alakítják ki. Hasonló a foltokban izzadó nők vagy a tetrakromát nők esete. Ez utóbbi a vörös-zöld színtévesztéshez kapcsolódik.